# تیم ملی فوتبال زیر ۱۷ سال سنگال
تیم ملی فوتبال زیر ۱۷ سال سنگال (انگلیسی: Senegal national under-17 football team)
نماینده سنگال در فوتبال بین‌المللی در سطح زیر ۱۷ سال است و تحت کنترل فدراسیون سنگال فوتبال است. اولین حضور این تیم در مرحله قاره ای در سال ۲۰۱۱ در مسابقات قهرمانی زیر ۱۷ سال آفریقا در سال ۲۰۱۱ بود. سنگال اولین حضور خود را در جام جهانی فوتبال زیر ۱۷ سال در سال ۲۰۱۹ در برزیل انجام داد که گینه به دلیل به خدمت گرفتن دو بازیکن سن بالا محروم شد.